# Andreas Möller
Andreas ("Andy") Möller (Frankfurt am Main, 2 september 1967) is een voormalig Duits voetballer en huidig (assistent-)voetbaltrainer.
Möller boekte als aanvallende middenvelder vooral succes met Borussia Dortmund, waarmee hij onder anderen twee Duitse landstitels en de UEFA Champions League won. Met Juventus won Möller de UEFA Cup. Met West-Duitsland werd hij wereldkampioen in 1990 en in 1996 werd hij met Duitsland Europees kampioen.
Hij moet niet verward worden met Andreas Müller, een generatiegenoot en oud-speler van VfB Stuttgart en Schalke 04.

## Erelijst
Borussia Dortmund
- Bundesliga: 1994/95, 1995/96
- DFB-Pokal: 1988/89
- DFL-Supercup: 1989, 1995, 1996
- UEFA Champions League: 1996/97
- Wereldbeker voor clubteams: 1997

 Juventus
- UEFA Cup: 1992/93

 Schalke 04
- DFB-Pokal: 2000/01, 2001/02

 (West-)Duitsland
- Wereldkampioenschap voetbal: 1990
- Europees kampioenschap voetbal: 1996
- US Cup: 1993

Individueel
- kicker Bundesliga – Team van het Seizoen: 1988/89, 1989/90, 1990/91, 1991/92, 1995/96, 2000/01
- Bundesliga – Meeste Assists: 1989/90, 1995/96
- kicker Bundesliga – Beste Verdedigende Middenvelder: 1990, 1991
- Wereldbeker voor clubteams – Beste Speler: 1997